# Гровенор, Ричард, 1-й баронет
Сэр Ричард Гровенор, 1-й баронет (англ. Sir Richard Grosvenor 9 января 1585 — 14 сентября 1645) английский политик, членом палат общин между 1621 и 1629 годами. Он является предком современных герцогов Вестминстер.
Гровенор родился в Итон Холл, Чешир, был единственным выжившим сыном из 17 детей. Его отцом был Ричард Гровенор из Итона, а матерью — Кристиана, дочь сэра Ричарда Брука из монастыря Нортон, Чешир. Его обучал Джон Пуан, пуританин, и в возрасте 13 лет он поступил в Королевский колледж в Оксфорде. Он поступил в 1599 году и окончил его 30 июня 1602 года.

## Политическая карьера
В 1602 году Гровенор был главным шерифом Чешира. Он был посвящен в рыцари Яковом I 24 августа 1617 года. В 1621 году он был избран членом парламента от Чешира. Он стал баронетом 23 февраля 1622 года. В 1623 году он снова стал главным шерифом Чешира, а в 1625 году — главным шерифом Денбишира. Он был переизбран депутатом от Чешира в 1626 и 1628 годах и был депутатом до 1629 года, когда король Карл I решил править самостоятельно в течение одиннадцати лет.

## Падение
Гровенор был гарантом выплаты долгов своего зятя Питера Даниэля, но в 1629 году Даниэль обанкротился и не смог выплатить свои долги, и Гровенор был заключен в тюрьму флота почти на десять лет.
Гровенор умер в Итон-холле в 1645 году и был похоронен в церкви Экклстона.

## Семья

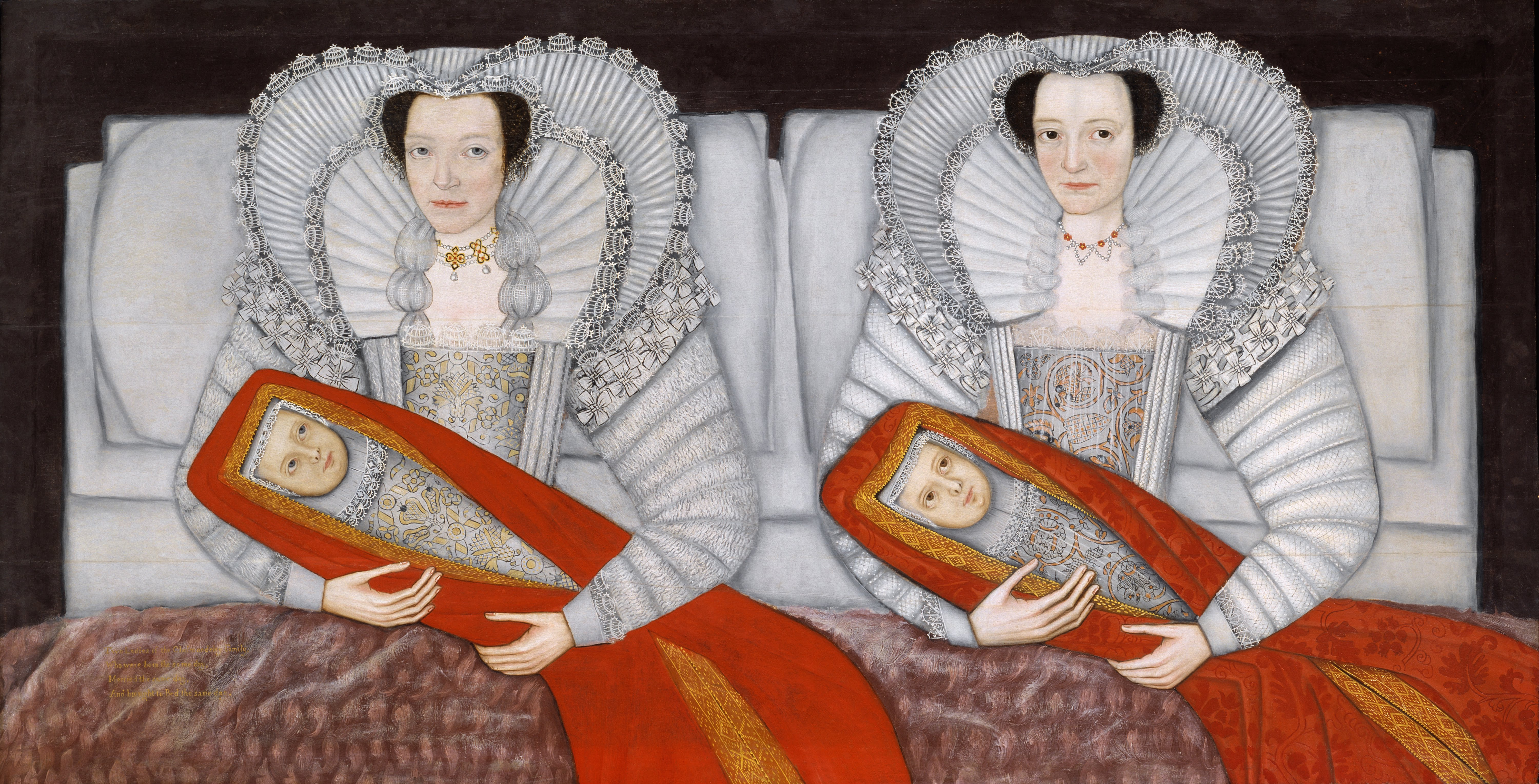
Леди Гровенор и леди Калверли.

Гровенор женился трижды. Его первый брак был в 1600 году с Леттис Чамли, дочерью сэра Хью Чамли из Чамли в графстве Чешир. В результате брака у Леттис родились сын и три дочери. Леттис умерла в 1612 году, и два года спустя он женился на Элизабет Уилбрэм, дочери сэра Томаса Уилбрэма из Вудхи, Чешир. После ее смерти в 1621 году он женился на Элизабет Уорбертон, дочери и единственной наследнице сэра Питера Уорбертона из Графтона, также в Чешире. Его третья жена умерла в 1627 году. Его наследником стал его сын, сэр Ричард Гровенор, 2-й баронет.